# Ricardo Arjona
Edgar Ricardo Arjona Morales (Jocotenango, 19 januari 1964) is een Guatemalteekse zanger van popmuziek, rock en ballads. In 2006 won hij een Grammy Award voor Best Male Pop Vocal Album en in 2007 won hij de Grammy voor het beste Latin Pop Album.
Arjona bracht zijn eerste cd, Dejame decir que te amo, uit in 1985. Vanwege een matige ontvangst besloot hij de muziek tijdelijk te laten voor wat het was en werd hij leraar op het platteland. Pas vier jaar later kwam zijn tweede album uit waarmee hij definitief doorbrak als artiest. Sindsdien heeft hij een tiental albums uitgebracht en is hij uitgegroeid tot een internationaal bekende artiest.

## Discografie
- Déjame decir que te amo (1985)
- Jesús, verbo no sustantivo (1989)
- Del otro lado del sol (1991)
- Animal nocturno (1993)
- Historias (1994)
- Oro Romántico (1995)
- Si el norte fuera el sur (1996)
- Sin daños a terceros (1998)
- Vivo (1999)
- Galería caribe (2000)
- Santo pecado (2002)
- Lados B (2003)
- Solo (2004)
- Adentro (2005)
- Quién dijo ayer (2007)
- 5to piso (2008)
- Trópico (2009)
- Poquita ropa (2010)

- Biblioteca Nacional de España: XX1320137
- International Standard Name Identifier: 0000 0000 7777 7636
- Library of Congress Control Number: no98030211
- MusicBrainz: 40627299-0979-45ba-8924-2af5fdc36ea8
- Virtual International Authority File: 265605626
- WorldCat: E39PBJxWXxxR8wqyb4xTpDQrMP